# Lourdesgrot (Missiehuis, Cadier en Keer)

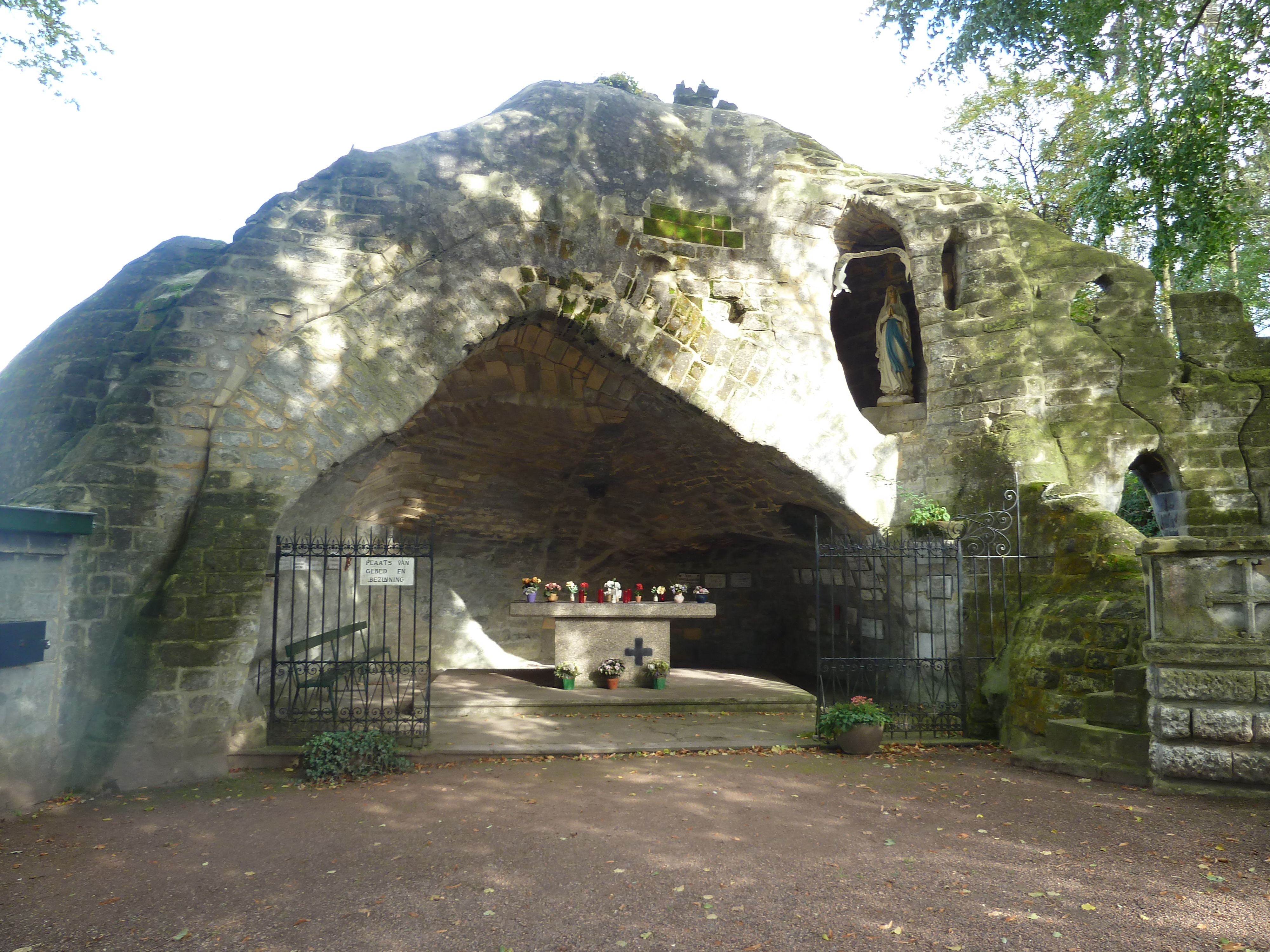
Lourdesgrot

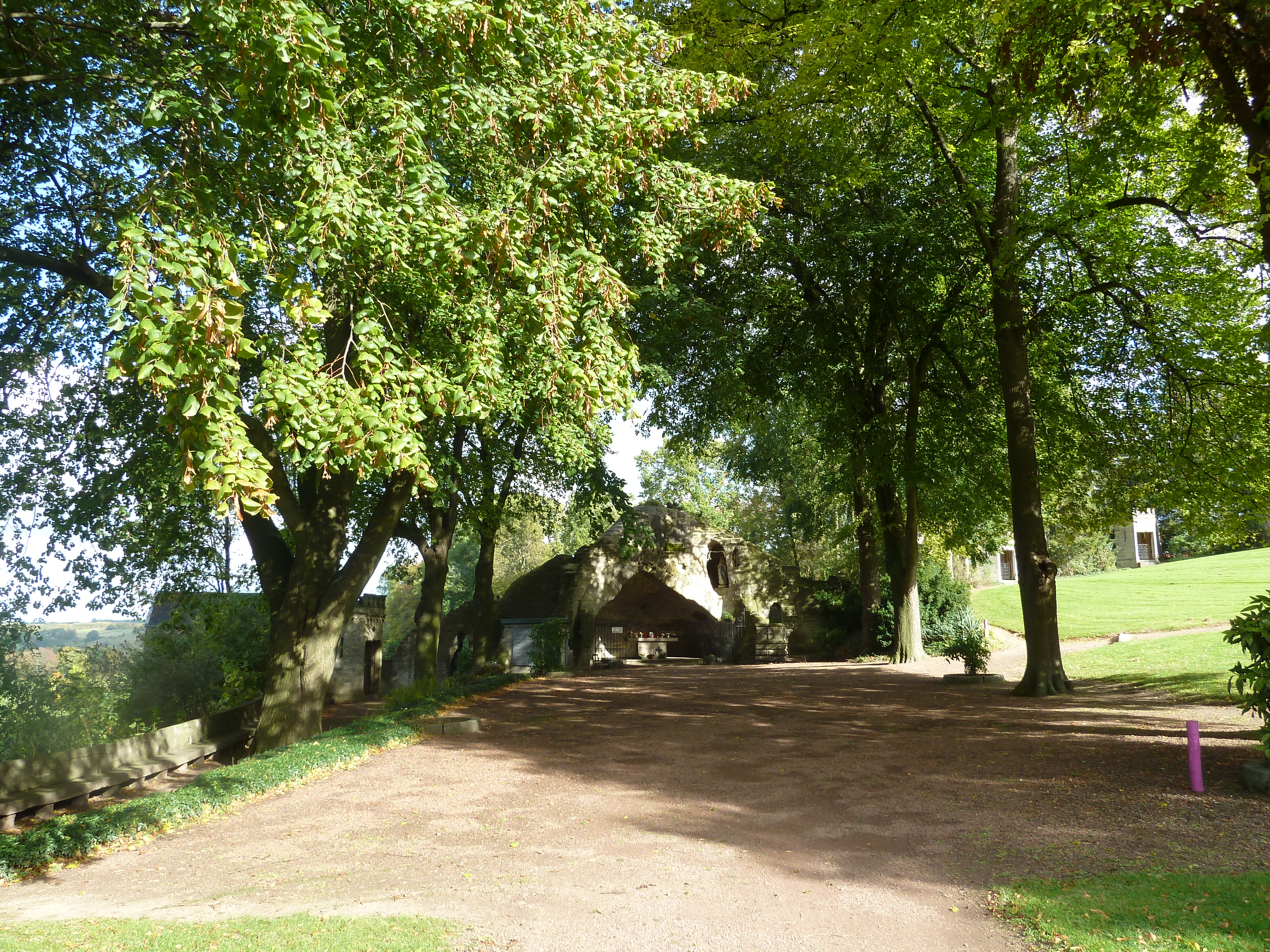
Lourdesgrot aan de rand van de Kruiswegtuin

De Lourdesgrot is een religieus monument in Cadier en Keer in de Nederlandse gemeente Eijsden-Margraten. De Lourdesgrot staat op het terrein van het Missiehuis en ligt in de noordoostelijke hoek hiervan aan de rand van de Kruiswegtuin Cadier en Keer. Achter de Lourdesgrot staat de Kerkhofkapel.

## Geschiedenis
Rond 1892 werd de Lourdesgrot gebouwd. Op 1 mei 1892 werd de grot ingezegend waarbij 1500 gelovigen aanwezig waren.
Sinds 30 oktober 1995 is de Lourdesgrot een rijksmonument.
In 2007 herstelde men de traditie om met een openluchtviering bij de Lourdesgrot de gebedsweek te openen.

## Grot
De vrijstaande grot is opgetrokken met mergelblokken op een grillig plattegrond. In de grot is er een altaar geplaatst. Rechtsboven de grotholte Bevindt zich een nis met Mariabeeld. De Lourdesgrot wordt afgesloten met een smeedijzeren hekwerk. Rechts voor de grot is er een soort van verhoogde preekstoel gesitueerd die opgetrokken is in mergel.